# D-オルニチン4,5-アミノムターゼ
D-オルニチン4,5-アミノムターゼ(D-ornithine 4,5-aminomutase、EC 5.4.3.5)は、以下の化学反応を触媒する酵素である。
D-オルニチン{\displaystyle \rightleftharpoons }(2R,4S)-2,4-ジアミノペンタン酸
従って、この酵素の1つの基質はD-オルニチン、1つの生成物は(2R,4S)-2,4-ジアミノペンタン酸である。
この酵素は異性化酵素、特にアミノ酸基を転移する分子内トランスフェラーゼに分類される。系統名は、D-オルニチン 4,5-アミノムターゼである。その他よく用いられる名前に、D-ornithine aminomutase等がある。
この酵素は、D-アルギニン及びD-オルニチンの代謝に関与している。補因子として、ピリドキサールリン酸、ビタミンB12、ジチオスレイトールの3つの補因子を必要とする。